# باد والتون
باد والتون (بالإنجليزية: James Walton)‏ هو شخصية أعمال أمريكي، ولد في 20 ديسمبر 1921 في كولومبيا في الولايات المتحدة، وتوفي في 21 مارس 1995 في ميامي في الولايات المتحدة.